# Retrato del Conde-Duque de Olivares (1624)
Retrato del Conde-Duque de Olivares es un cuadro atribuido a Velázquez (Sevilla, 6 de junio de 1599 – Madrid, 6 de agosto de 1660). Pertenece al género del retrato. El lienzo se expone en el Museo de Arte de São Paulo, en Brasil.

## Historia y características de la obra
El hombre del retrato es Gaspar de Guzmán y Pimentel, Conde-Duque de Olivares (Roma, 6 de enero de 1587 - Toro, 22 de julio de 1645), noble y político español, conde de Olivares y duque de Sanlúcar la Mayor, valido del rey Felipe IV.
Para José López-Rey se trataría de uno de los tres retratos encargados por Antonia de Ipeñarrieta (del rey, del conde-duque y de su difunto esposo García Pérez) por los que Velázquez firmó un recibo de pago de 800 reales en diciembre de 1624. Dicho recibo y el retrato del rey pertenecen ahora al Metropolitan Museum de Nueva York. Hasta mediados del siglo XIX los tres cuadros citados y un retrato de Doña Antonia se conservaron en el palacio de Narros en Zarautz, luego fueron llevados a Madrid y a principios del XX se dispersaron.
Jonathan Brown cuestiona la autografía de este retrato del conde-duque, aunque admite la existencia de un prototipo velazqueño.
En el lienzo aparece el conde-duque de pie, con la mano izquierda sobre la empuñadura de su espada, apoyando su mano derecha sobre una mesa donde se advierte parte de un sombrero, que a su vez reposa en un tapete de terciopelo, y viste un sobrio traje negro con capa, pero luciendo los símbolos de su poder, una cadena de oro con grandes eslabones, las espuelas de oro como caballerizo mayor, la llave de mayordomo en la cintura y en el traje grabada la cruz roja de la Orden de Calatrava, haciendo notar la importancia, el poderío y la seriedad del personaje.
Destaca también el enorme busto con el cuello de plato liso, en comparación con el tamaño más reducido de la cabeza, lo que genera un impacto visual curioso.